# Under Ninja
Under Ninja (アンダーニンジャ?, Anda Ninja) è un manga scritto e disegnato da Kengo Hanazawa. Serializzato sulla rivista Young Magazine di Kōdansha dal 23 luglio 2018, il manga si distingue per la sua rappresentazione moderna e ironica del mondo dei ninja nella società contemporanea, con un tono che mescola azione, thriller e satira sociale. Un adattamento anime prodotto da Tezuka Productions è stato trasmesso dal 5 ottobre al 21 dicembre 2023. Un adattamento cinematografico live-action è uscito nelle sale giapponesi il 24 gennaio 2025.

## Trama
Dopo la seconda guerra mondiale, il governo giapponese ha segretamente istituito un'organizzazione clandestina di ninja con il compito di svolgere operazioni di Intelligence e contrasto alla criminalità. Con il passare dei decenni, molti di questi agenti sono rimasti senza lavoro a causa dell'evoluzione della società e dell'automazione tecnologica. Kurō Kumogakure, il protagonista, è un giovane ninja che vive in condizioni precarie, sopravvivendo grazie a lavori saltuari. Un giorno, riceve un incarico che potrebbe riportarlo al centro dell’azione, immergendolo in un pericoloso intrigo tra fazioni rivali. La serie esplora la dicotomia tra l'antico codice ninja e la modernità, con una narrazione ricca di colpi di scena.

## Personaggi principali
Kurō Kumogakure (雲隠 九郎?, Kumogakure Kurō)
Doppiato da: Taito Ban, interpretato da: Kento Yamazaki
Ninja disoccupato, protagonista della serie. Il suo carattere apatico contrasta con la sua straordinaria abilità nelle arti marziali.
Katō (加藤?)
Doppiato da: Tarusuke Shingaki, interpretato da: Shotaro Mamiya
Supervisore di Kurō. Lavora come "corriere" per la N.I.N.
Sasama (佐々魔?)
Doppiata da: Mie Sonozaki (voce femminile) e Ken Uo (voce maschile, travestito)
Ninja ritirato. Offre "latte materno" ai bambini nel parco.
Mitzuki Yamada (山田美月?, Yamada Mitsuki)
Doppiata da: Aya Uchida, interpretata da: Chihiro Yamamoto
Compagna di scuola di Kurō Kumogakure e membro di Under Ninja.

## Media

### Manga
Under Ninja, scritto e disegnato da Kengo Hanazawa, è serializzato su Young Magazine a partire dal 23 luglio 2018. I capitoli vengono periodicamente raccolti in volumi tankōbon dal 6 febbraio 2019. Al 4 aprile 2025 i volumi totali ammontano a 15.
In Italia, il manga è pubblicato da Edizioni BD sotto l'etichetta J-Pop a partire dal 23 febbraio 2022.
In Nord America, Denpa ha annunciato l'uscita in lingua inglese del manga nel luglio 2020. La serie viene distribuita anche in Francia da Pika Édition e in Spagna da Norma Editorial.

#### Volumi
| 1  | 6 febbraio 2019             | ISBN 978-4-06-514569-2 | 23 febbraio 2022 | ISBN 978-88-349-0704-7 |
| 1  | Capitoli - Capitoli 1-9     |                        |                  |                        |
| 2  | 6 agosto 2019               | ISBN 978-4-06-516733-5 | 13 aprile 2022   | ISBN 978-88-349-0951-5 |
| 2  | Capitoli - Capitoli 10-18   |                        |                  |                        |
| 3  | 6 febbraio 2020             | ISBN 978-4-06-518477-6 | 22 giugno 2022   | ISBN 978-88-349-1056-6 |
| 3  | Capitoli - Capitoli 19-27   |                        |                  |                        |
| 4  | 4 settembre 2020            | ISBN 978-4-06-520682-9 | 10 agosto 2022   | ISBN 978-88-349-1113-6 |
| 4  | Capitoli - Capitoli 28-36   |                        |                  |                        |
| 5  | 5 marzo 2021                | ISBN 978-4-06-522595-0 | 12 ottobre 2022  | ISBN 978-88-349-1181-5 |
| 5  | Capitoli - Capitoli 37-45   |                        |                  |                        |
| 6  | 6 settembre 2021            | ISBN 978-4-06-524754-9 | 14 dicembre 2022 | ISBN 978-88-349-1858-6 |
| 6  | Capitoli - Capitoli 46-54   |                        |                  |                        |
| 7  | 4 marzo 2022                | ISBN 978-4-06-527060-8 | 12 aprile 2023   | ISBN 978-88-349-1982-8 |
| 7  | Capitoli - Capitoli 55-63   |                        |                  |                        |
| 8  | 5 agosto 2022               | ISBN 978-4-06-528810-8 | 2 agosto 2023    | ISBN 978-88-349-2244-6 |
| 8  | Capitoli - Capitoli 64-72   |                        |                  |                        |
| 9  | 6 gennaio 2023              | ISBN 978-4-06-530398-6 | 20 dicembre 2023 | ISBN 978-88-349-1366-6 |
| 9  | Capitoli - Capitoli 73-81   |                        |                  |                        |
| 10 | 8 maggio 2023               | ISBN 978-4-06-531894-2 | 17 aprile 2024   | ISBN 978-88-349-2552-2 |
| 10 | Capitoli - Capitoli 82-90   |                        |                  |                        |
| 11 | 6 settembre 2023            | ISBN 978-4-06-533003-6 | 17 luglio 2024   | ISBN 978-88-349-2725-0 |
| 11 | Capitoli - Capitoli 91-99   |                        |                  |                        |
| 12 | 6 febbraio 2024             | ISBN 978-4-06-534600-6 | 30 ottobre 2024  | ISBN 978-88-349-2978-0 |
| 12 | Capitoli - Capitoli 100-108 |                        |                  |                        |
| 13 | 5 luglio 2024               | ISBN 978-4-06-536272-3 | 12 febbraio 2025 | ISBN 978-88-349-3234-6 |
| 13 | Capitoli - Capitoli 109-117 |                        |                  |                        |
| 14 | 6 dicembre 2024             | ISBN 978-4-06-537900-4 | 2025             | ISBN 978-88-349-3541-5 |
| 14 | Capitoli - Capitoli 118-126 |                        |                  |                        |
| 15 | 4 aprile 2025               | ISBN 978-4-06-539224-9 | —                | —                      |
| 15 | Capitoli - Capitoli 127-135 |                        |                  |                        |

### Anime

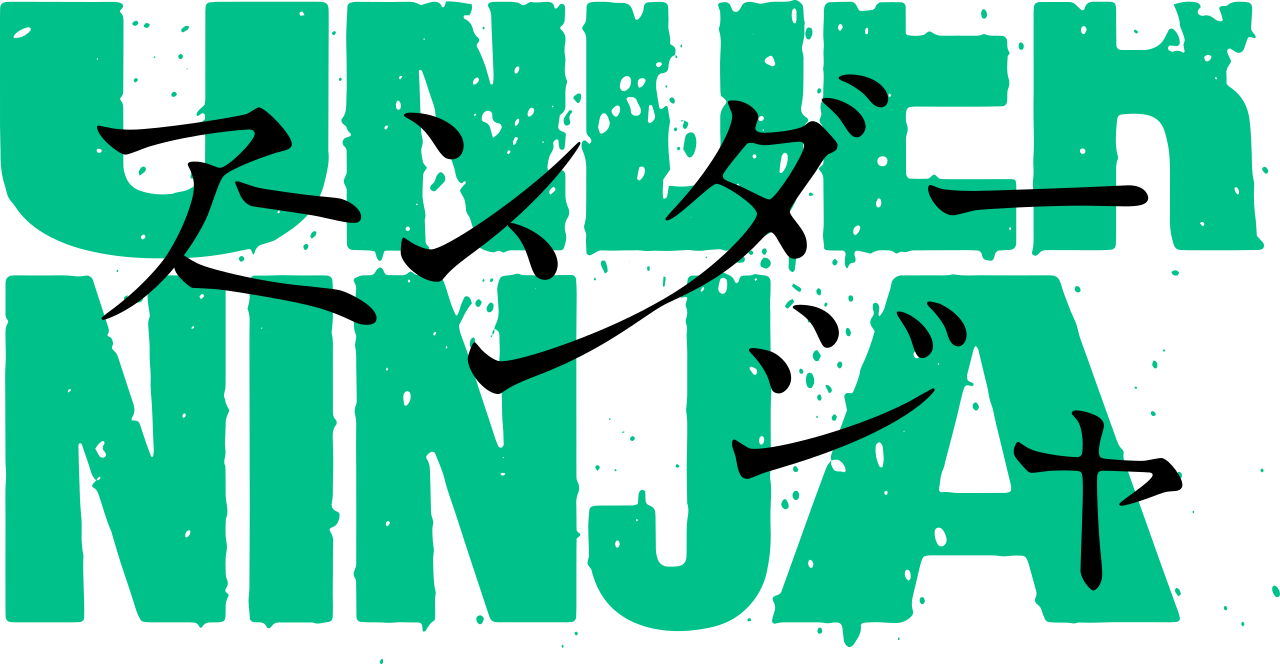
Logo ufficiale della serie

Il 6 settembre 2021 è stato annunciato un adattamento anime prodotto dallo studio Tezuka Productions e diretto da Satoshi Kuwabara, con sceneggiature supervisionate da Keiichirō Ōchi, character design di Nobuteru Yūki e musiche composte da Shōta Kowashi. L'anime è stato trasmesso dal 5 ottobre al 21 dicembre 2023 su TBS e BS11. La sigla di apertura è Hyper dei Kroi, mentre quella di chiusura è Himitsu (秘密?) dei KOTORI. Crunchyroll ha trasmesso la serie in streaming in simulcast al di fuori dell'Asia in versione sottotitolata in vari Paesi, tra cui l'Italia.

#### Episodi
| Nº | Titolo italiano Giapponese 「Kanji」 - Rōmaji | In onda          | In onda |
| Nº | Titolo italiano Giapponese 「Kanji」 - Rōmaji | Giapponese       |         |
| 1  | Se tiri un sasso, colpisci un ninja 「石を投げれば忍者に当たる」 - Ishi o nagereba ninja ni ataru | 5 ottobre 2023   |         |
| 2  | Voglio diventare un ninja 「私は忍者になりたい」 - Watashi wa ninja ni naritai | 12 ottobre 2023  |         |
| 3  | Le tette: così vicine, così lontane 「オッパイは近くて遠い存在」 - Oppai wa chikakute tōi sonzai | 19 ottobre 2023  |         |
| 4  | Conosci le regole degli shinobi, no? 「忍びの掟は分かっているな？」 - Shinobi no okite wa wakatteiruna? | 26 ottobre 2023  |         |
| 5  | Kumogakure è nei primi dieci posti della classifica dei cognomi in Giappone (non è vero) 「雲隠は日本で多い名字ランキング１０位以内（嘘）」 - Kumogakure wa Nippon de oi myōji Rankingu ichi zero iinai （uso） | 2 novembre 2023  |         |
| 6  | Si sono aperti i cancelli dell'inferno 「地獄の釜の蓋がいま開いたよ」 - Jigoku no kama no futa ga ima hiraitayo                                                                                                 | 9 novembre 2023  |         |
| 7  | Miao miao, miao miao, miao miao miao miao miao? 「オニャニャ、ニャンニャ、ニャニャニャニャンニャ？」 - Onyanya, nyannya, nyanyanyanyannya?                                                                      | 16 novembre 2023 |         |
| 8  | Annienterò tutti gli shinobi sulla faccia della Terra 「地上の忍びどもは、すべて滅ぼす」 - Chijō no shinobi domo wa, subete horobosu                                                                            | 23 novembre 2023 |         |
| 9  | Io rimarrò nella Storia degli shinobi 「俺は忍びの歴史に残るぜ」 - Ore wa shinobi no rekishi ni nokoruze | 30 novembre 2023 |         |
| 10 | Il petto di una fanciulla è qualcosa di molto prezioso 「乙女の胸はとても大切なものなの」 - Otome no mune wa totemo taisetsuna mononano                                                                         | 7 dicembre 2023  |         |
| 11 | Finalmente Kuro ha impugnato la katana 「ついに、九郎が刀を握った」 - Tsuini, Kurō ga katana o nigitta | 14 dicembre 2023 |         |
| 12 | Mi raccomando, alla chetichella come al solito 「いつも通りクシュクシュとね」 - Itsumo tōri kushukushu tone | 21 dicembre 2023 |         |

### Film live-action
Nel marzo 2024 è stato annunciato che la serie avrebbe ricevuto un adattamento cinematografico live-action. Il film è scritto e diretto da Yūichi Fukuda e vede come protagonisti Kento Yamazaki e Minami Hamabe, rispettivamente nei ruoli di Kurō Kumogakure e Ayaka Noguchi. La pellicola è stata proiettata nelle sale giapponesi a partire dal 24 gennaio 2025. La sigla è Doppelgänger dei Creepy Nuts. La prima del film era prevista a Los Angeles l'8 gennaio 2025, ma è stata annullata a causa dello stato di emergenza per gli incendi boschivi.

## Accoglienza
Un redattore di AnimeClick.it ha descritto l'ambientazione urbana e moderna di Under Ninja come un audace ma efficace azzardo, capace di gestire una serie di sviluppi narrativi distinti. L'autore, Kengo Hanazawa, si concentra sulla narrazione piuttosto che su colpi di scena o scene d'azione spettacolari, offrendo un'attenta introspezione dei personaggi e presentando misteri indecifrabili. I disegni di Hanazawa mettono in risalto la sua abilità artistica, con personaggi ben definiti nelle loro emozioni e ambientazioni dettagliate e autentiche. Luca Cozzolino de Lo Spazio Bianco ha elogiato lo stile artistico di Hanazawa, sottolineando come riesca a catturare l'essenza del ninja attraverso inquadrature audaci e tavole dinamiche. Il suo approccio realistico ha reso le vignette simili a fotogrammi cinematografici. Cozzolino ha anche apprezzato la narrazione originale e l'innovativo trattamento del tema ninja nel contesto contemporaneo. Domenico Bottalico di Tom's Hardware Italia ha trovato il primo volume intrigante, sebbene criptico a causa dello sviluppo lento della trama. Tuttavia, la narrazione coinvolgente, caratterizzata da elementi eccentrici, è stata paragonata a un mosaico complesso che si rivela più intricato di quanto inizialmente suggerito. Bottalico ha evidenziato anche il realismo e l'attenzione all'espressività dei personaggi.
L'adattamento anime ha ricevuto opinioni contrastanti. Quattro redattori di Anime News Network hanno analizzato il primo episodio: James Beckett ha apprezzato il tono unico e le scelte narrative della serie; Richard Eisenbeis ha elogiato la scrittura intelligente che contrappone l'assurdità alla realtà; Rebecca Silverman ha notato che la trama presenta potenzialità nascoste, pur dipendendo da gag che potrebbero risultare stantie; infine, Nicholas Dupree ha trovato un fascino lugubre nella storia, esprimendo curiosità su come sarebbero stati realizzati i combattimenti con questo stile artistico, nonostante le sfide in un panorama ricco di serie promettenti fin dal primo episodio.